# Lissèzoun
Lissèzoun ist ein Arrondissement im Departement Zou im westafrikanischen Staat Benin. Es ist eine Verwaltungseinheit, die der Gerichtsbarkeit der Kommune Bohicon untersteht.

## Demografie und Verwaltung
Gemäß der Volkszählung 2013 des beninischen Statistikamtes INSAE hatte das Arrondissement 7687 Einwohner, davon waren 3702 männlich und 3985 weiblich.
Von den 66 Dörfern und Quartieren der Kommune Bohicon entfallen vier auf Lissèzoun: Adagamè-Lisèzoun, Dakpa, Houndon und Lissèzoun.